# Marca
Marca ist eine täglich erscheinende, spanische Sportzeitung, mit landesweit 14 Regionalausgaben, die zu der italienischen RCS MediaGroup gehört. Sie ist die Sport-Tageszeitung mit der höchsten Auflage in Spanien. Den größten Umfang nimmt die Berichterstattung über Fußball ein, insbesondere über die spanischen Wettbewerbe. 
Im Jahr 2010 betrug die durchschnittliche täglich verkaufte Auflage 274.581 Exemplare, im Jahr darauf 244.456. Unter den regulären Tageszeitungen hatte nur El País eine höhere Auflage. Einer anderen Erhebung zufolge erreichte Marca, die z. B. in spanischen Kaffeebars ausliegt und dort beliebte Lektüre ist, in der Zeit von Februar bis November 2005 täglich mehr als 2,5 Millionen Leser und ist damit die Zeitung Spaniens mit der größten Reichweite.
Die Hauptredaktion von Marca hat ihren Sitz in Madrid. Damit ist auch eine starke Tendenz in der Berichterstattung verbunden: Die lokalen Vereine Real Madrid und Atlético Madrid nehmen relativ viel Raum ein, und die Berichterstattung fällt in der Regel recht wohlwollend aus. Über den FC Barcelona wird ebenfalls viel berichtet, allerdings mit kritischer Distanz.
Die Sportzeitung ist auch bekannt für zwei von ihr verliehene Preise, die Pichichi-Trophäe für den besten Torjäger der Primera und Segunda División und die Zamora-Trophäe für den Torhüter mit den wenigsten Gegentreffern pro Spiel.
Seit 2001 betreibt die Marca ihren eigenen Radiosender, im Jahr 2010 nahm der zeitungseigene Fernsehsender MARCA TV den Sendebetrieb auf.